# William Duell
William Duell, né le 30 août 1923 à Corinth (État de New York) et mort le 22 décembre 2011 à New York (Manhattan), est un acteur et chanteur américain, connu pour ses rôles d'Andrew McNair dans la comédie musicale 1776, Jim Sefelt dans Vol au-dessus d'un nid de coucou et Johnny le mec aux vêtements brillants dans Police Squad.

## Carrière
Né George William Duell, ses parents était E. Janet Harrington et Léon George Duell, un employé de la fabrique de papier. Un jour sa mère a légalement changé son prénom, il se nomme désormais Darwin William Duell. Duell n'a jamais été appelé par son nom de famille mais par son prénom William.
Duell a été au collège Green Mountain Junior Collège au Vermont et a étudié à l'université Yale. Il a commencé ses débuts en jouant Andrew McNair à Broadway dans le film 1776, puis dans Vol au-dessus d'un nid de coucou et Police Squad.
Il était marié avec Mary Barto en 2004. Il est mort d'une insuffisance respiratoire en décembre 2011, il avait 88 ans.

## Filmographie
- 1972 : 1776 de Peter H. Hunt : Andrew McNair
- 1974 : La Loi et la Pagaille (Law and Disorder ) d'Ivan Passer
- 1975 : Vol au-dessus d'un nid de coucou : Jim Sefelt
- 1975 : The Happy Hooker de Nicholas Sgarro
- 1982 : Police Squad : Johnny le mec aux vêtements brillants
- 1983 : Avis de recherche (Without a Trace) de Stanley R. Jaffe
- 1984 : Mrs. Soffel : Lenny
- 1997 : In and Out : Emmett Wilson
- 1999 : Advice from a Caterpillar de Don Scardino
- 2003 : How to Lose a Guy in 10 Days